# Vegalta Sendai
Vegalta Sendai (jap. ベガルタ仙台 Begaruta Sendai) – japoński klub piłkarski grający w J2 League. Klub ma siedzibę w Sendai, w prefekturze Miyagi, w regionie Tōhoku.